# Tokyo Love Stories
|  | Denne artikel er oprettet af botten PalnaBot ud fra en ekstern database. Den kan derfor have sproglige fejl eller mangler. Denne skabelon kan fjernes efter kontrol af indholdet. |

Tokyo Love Stories er en film instrueret af Tim Hinman og Miriam Nielsen.

## Handling
En poetisk film om nutidig japansk kærlighed. 7 personer, der kun har det tilfælles, at de alle lever i Tokyo, en by med 11 millioner indbyggere, fortæller vidt forskellige historier om kærlighed: Kærlighed ved første blik, spirituel kærlighed eller mangel på kærlighed. Stiliserede intense portrætter af Tokyos indbyggere, og et stærkt visuelt indtryk af gader og bygninger.